# Teixeiro (ort i Spanien)
Teixeiro är en ort i Spanien.   Den ligger i provinsen Provincia da Coruña och regionen Galicien, i den nordvästra delen av landet, 500 km nordväst om huvudstaden Madrid. Teixeiro ligger 492 meter över havet och antalet invånare är 1 067.
Terrängen runt Teixeiro är huvudsakligen platt, men österut är den kuperad.Runt Teixeiro är det glesbefolkat, med 17 invånare per kvadratkilometer. Närmaste större samhälle är Curtis, 6,6 km söder om Teixeiro. Omgivningarna runt Teixeiro är en mosaik av jordbruksmark och naturlig växtlighet.